# جان بروبيرج فيلت
جان بروبيرج فيلت هي كاتِبة وممثلة أمريكية، ولدت في 31 يوليو 1962.

## أعمال

### أفلام
- (2012) مهووس[2][3]
- (2015) نحن أصدقاؤك

## وصلات خارجية
- جان بروبيرج فيلت على موقع IMDb (الإنجليزية)
- جان بروبيرج فيلت على موقع قاعدة بيانات الفيلم (الإنجليزية)